# Mara Quiosa
Mara Regina da Silva Baptista Domingos Quiosa (Luanda, 13 de junho de 1980) é uma socióloga, administradora e política angolana. Foi governadora das províncias do Bengo e de Cabinda, sendo nomeada julho de 2024 como governadora da província do Cuanza Sul.
Membra do Movimento Popular de Libertação de Angola (MPLA), tornou-se Vice-Presidente do partido em 18 de dezembro de 2024.

## Biografia
Mara Baptista Quiosa nasceu a 13 de junho de 1980 em Luanda. Seus pais são Artur João Baptista e Maria de Jesus Santiago Fernandes da Silva Baptista.
Entre 1998 e 2002 cursou sociologia pela Universidade Agostinho Neto, tendo, entre 2010 e 2012, obtido o mestrado em governação e gestão pública pela Faculdade de Direito da mesma universidade.
Mara Quiosa iniciou sua carreira política activa em 1999 na militância nas estruturas do Comité de Acção do MPLA no bairro de Sambizanga, tendo sido alçada à coordenação deste em 2013. Passou a ser filiada a Juventude do Movimento Popular de Libertação de Angola (JMPLA), tendo se filiado em seguida à Organização da Mulher Angolana (OMA), a ala feminina do MPLA. Em 2013 é nomeada para o Comité Nacional da JMPLA e para o Comité Provincial de Luanda da OMA.
Seu primeiro cargo político de Estado foi em 2013 como administradora do Sambizanga, e depois, em 2016, como vice-presidente da Comissão Administrativa da Cidade de Luanda para a área Política, Social e Ambiente.
Em 2016 é eleita também como membra do Comité Municipal e do Provincial do MPLA de Luanda e do Comité Central do MPLA, ascendendo, em 2018, a membra do Bureau Político do MPLA e em 2021 ao Comité Nacional da OMA.
Foi governadora da província do Bengo de 2017 a 2022, sendo nomeada para este cargo pelo Presidente João Lourenço. Como Governadora conseguiu boas avaliações governativas na província benguense, em especial na reforma das estruturas portuárias do Ambriz e na construção das do Dande, bem como forte incremento econômico na agricultura e nos serviços. Seus resultados como Governadora lhe tornaram um nome forte no partido émepelalista, sendo inclusive sendo inscrita e eleita na posição 1 na lista do MPLA para o círculo provincial do Bengo nas eleições gerais de Angola de 2022.
Em função da uma derrota significativa do MPLA em Cabinda nas eleições gerais de Angola de 2022 para o partido de oposição União Nacional para a Independência Total de Angola (UNITA), foi nomeada pelo Presidente Lourenço como Governadora da referida província. Como Governadora seus principais desafios foram as tensões relacionadas com o movimento separatista Frente para a Libertação do Enclave de Cabinda (FLEC), a pobreza e o desemprego que afectavam a comunidade cabindina, além dos projectos estruturais e produtivos iniciados pelos seus antecessores. Promoveu uma importante revitalização das estruturas sociais e económicas básicas, bem como na política de habitação.
Em 15 de julho de 2024 foi nomeada Governadora da província do Cuanza Sul. No VIII Congresso Extraordinário do MPLA, em 18 de dezembro de 2024, tornou-se Vice-Presidente do partido.